# (10022) Zubov
(10022) Zubov (1979 SU2) – planetoida z grupy pasa głównego asteroid okrążająca Słońce w ciągu 3,65 lat w średniej odległości 2,37 j.a. Odkryta 22 września 1979 roku.